# David Meyer (rabbin)
Pour les articles homonymes, voir Meyer et David Meyer.
David Meyer, né à Paris en 1967, est un rabbin franco-israélien de la mouvance juive libérale. Écrivain, il est professeur de littérature rabbinique et de pensée juive contemporaine.

## Biographie
Fils de Georges Meyer, dirigeant du groupe Galeries Lafayette, et de Léone-Noëlle Meyer (petite-fille du prestigieux Théophile Bader, cofondateur des Galeries Lafayette, avec une caisse de secours, une pouponnière et une caisse de retraite avant l'institution des caisses obligatoires), l’enracinement de sa famille dans les affaires n’a pas empêché David Meyer, dès son adolescence, de se consacrer à sa vocation d’étude et de méditation religieuses.
il enseigne à l'université pontificale grégorienne de Rome ; il est aussi un contributeur régulier des pages « débats et opinions » en France et en Belgique notamment.
David Meyer tisse de forts liens avec le théologien musulman Soheib Bencheikh et le pasteur Jean-Marie de Bourqueney avec qui il publie et travaille pour le rapprochement entre les trois grandes religions abrahamiques. Il met en place des projets de dialogue et de coopération.
Il est le frère d'Alexandre Meyer, le patron du BHV et de Raphaël Meyer.